# Ковш, Иван Борисович
Иван Борисович Ковш (19 марта 1946) — президент Лазерной ассоциации, руководитель Секретариата технологической платформы «Инновационные лазерные, оптические и оптоэлектронные технологии — фотоника», доктор физико-математических наук, профессор, заслуженный деятель науки РФ, лауреат Государственной премии СССР 1978 года за достижения в области науки и техники (в  коллективе соавторов).

## Биография
Окончил факультет физической и квантовой электроники МФТИ в 1970 году.